# Distretto di Swat
Il distretto di Swat (Pashto سوات ولسوالۍ, in urdu ضِلع سوات‎?) - precedentemente noto col nome di Uḍḍiyana, nelle varianti Udyana, Oddyana Uddyana e Uḍḍyana - è un distretto del Pakistan e storicamente fu un principato musulmano.
Attraversato dal fiume Swāt (Suvastu) che dà il nome all'omonima valle, l'area è circondata da montagne, ricca di laghi e praterie e rinomata per gli alberi da frutto.

## Storia
Nel 327 a.C., l'Uḍḍiyana fu attraversato da Alessandro Magno, che conquistò la roccaforte di Ora, probabilmente l'attuale Udegram, e Bazira, l'attuale Barikot.
Dal II secolo Uḍḍiyana divenne una regione fervidamente buddhista e verso il VI secolo fu uno dei principali centri di propagazione del Buddhismo Vajrayāna, oltre che luogo di origine del culto di Kurukulle e terra natale di Padmasambhava. Di questo lungo periodo rimangono solo numerose rovine di edifici e sculture sparsi nella valle. Dal I secolo al III secolo con la Battriana fu al centro dell'Impero Kushan e vi fiorì l'arte del Gandhāra.

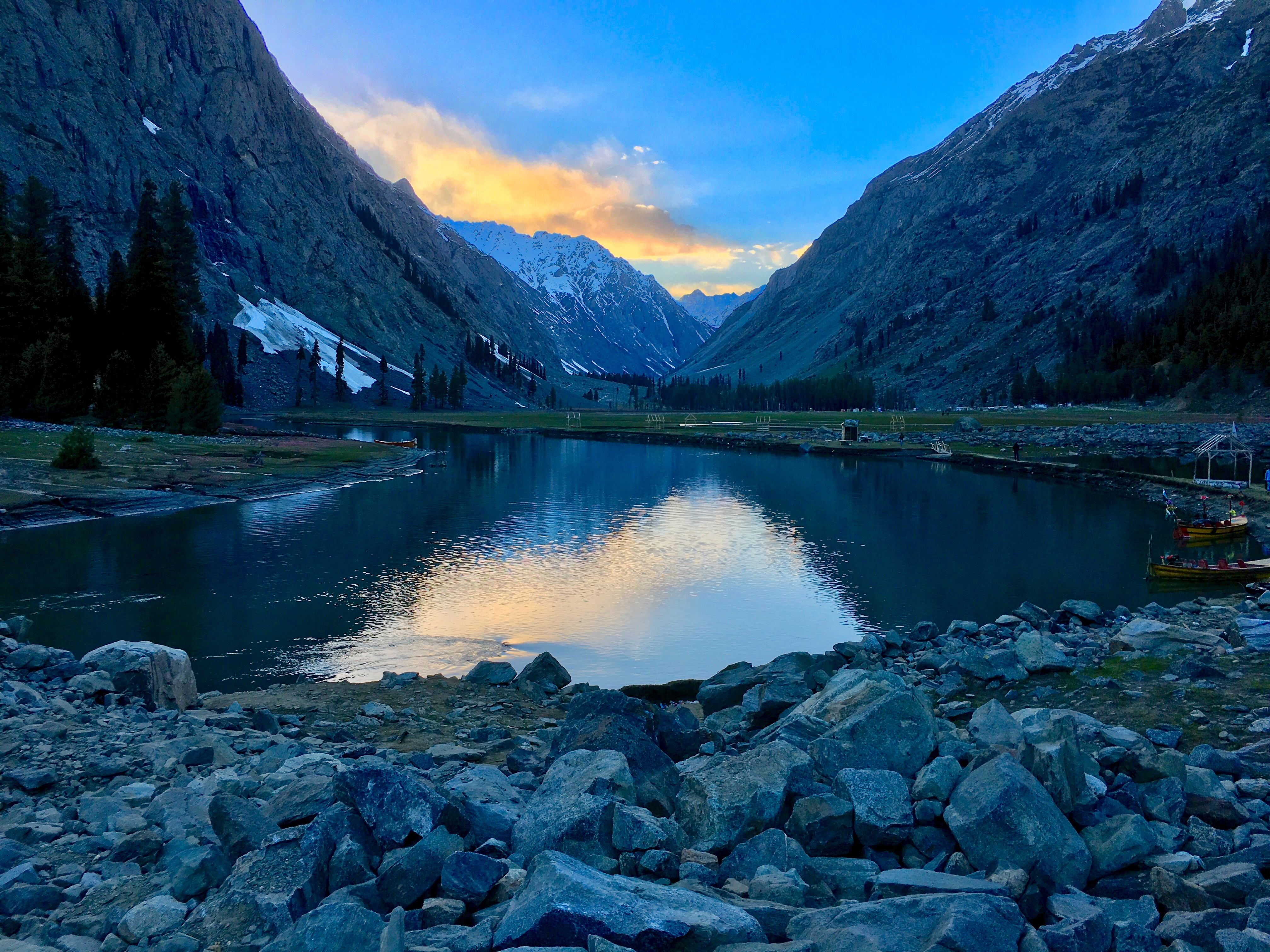
Il lago Mahodand

La conquista islamica dell'Uḍḍiyana si deve a Maḥmūd di Ghazni all'inizio dell'XI secolo, con la vittoria sul sovrano Gira a Udegram. In seguito l'area, da Jalālābād a Jehlum e Peshāwar fu dominata dai sultani Swātī e da loro prese il nome. Quando i Pashtun Yousafzai conquistarono la regione, la maggioranza degli abitanti migrò nella regione Hazara più a est.

## Popolazione
La maggioranza degli abitanti è Pashtun, con minoranze del Kohistan e del Gujar. I primi, stanziati nel settentrione, parlano lingue Torwali, Kalami e Khowar.